# Piazzola sul Brenta
Piazzola sul Brenta (Piasóła in veneto) è un comune italiano di 11 037 abitanti situato a circa 20 km a nord di Padova, che costeggia le rive del fiume Brenta.

## Origini del nome
La denominazione più antica, Placiola o Plazola o Plateola, risale ad alcuni cenni storici del Duecento e del Trecento.

## Storia
Il territorio appartenne, fino al 1268, alla città di Vicenza ed in loco sorgeva un castello che fu dei Dente, famiglia la cui storia si intreccia con le lotte per il possesso di Padova, e poi dei Belludi, e poi dei Da Carrara. Un principe di questa famiglia, Jacopo, lasciò in eredità tutti i beni di Piazzola alla figlia Maria che nel 1413 sposò Nicolò Contarini, nobile veneziano. Si stabilisce così nel luogo il nome che in tempi successivi verrà dato alla villa.
Una traccia dell'antico castello si può forse cogliere all'esterno dello zoccolo sopra cui si eleva la parte centrale dell'attuale villa. Tale zoccolo è forse il ricordo di una costruzione anteriore che a sua volta poteva derivare dal castello.
Significativa fu anche la presenza dalla seconda metà del XIX secolo della famiglia Camerini, la quale risanò la villa, ormai in rovina, riportandola agli antichi splendori. Fu molto importante anche per la industrializzazione e per la fisionomia dello stesso paese, infatti grazie alla famiglia Camerini furono costruite fabbriche e case per gli operai che lavoravano nelle stesse. Il paese fu trasformato radicalmente e passò, negli anni venti, da territorio prettamente agricolo a uno dei paesi più industrializzati del Veneto.
Fautore delle citate innovazioni fu Paolo Camerini, imprenditore e politico. Studioso di problemi agrari, fu un pioniere della bonifica, e deputato di sinistra dal 1900 al 1913. Nel 1902 fu nominato cavaliere del lavoro e nel 1925 creato duca. Raccolse nel suo palazzo una vasta biblioteca (circa 40.000 volumi tra i quali rare edizioni del Cinquecento).

## Monumenti e luoghi d'interesse

### Architetture religiose
Chiesa parrocchiale
L'attuale chiesa è stata eretta tra il 1914 e il 1926, consacrata nel 1955, al suo interno si trovano affreschi dell'Andreoli e del Castagna, una pregevole scultura lignea raffigurante la crocifissione e uno stupendo pulpito ligneo di Luigi Strazzabosco.
Tempietto del Temanza (oratorio di San Benigno)
La cappella privata della villa Contarini; opera dell'architetto Tommaso Temanza, l'oratorio è un notevole edificio in stile classico.
Chiesa di San Michele Arcangelo
Nella frazione di Vaccarino.

### Architetture civili
Villa Contarini
Il corpo centrale è stato probabilmente costruito su progetto dell'architetto vicentino (padovano di nascita) Andrea Palladio nel XVI secolo ed è stata successivamente ampliata nel XVII e XVIII secolo con la costruzione delle ali laterali.
Area industriale dell'ex iutificio
Fatta costruire dal conte Paolo Camerini all'inizio del XX secolo.

### Aree naturali
Per gli appassionati di mountain bike, a Piazzola, inizia l'Area naturalistica del Brenta. Questo itinerario da fare in bici o a cavallo costeggia il fiume Brenta in un suggestivo paesaggio che inizia addentrandosi in una zona boschiva con salite e discese e qualche guado da attraversare e, strada facendo, troveremo altri itinerari che si intersecano con quello principale. Proseguendo si arriva alla zona delle cave di ghiaia, che in questa zona sono numerose e arrivano a Tezze sul Brenta circa 25 km più a nord, attraversandole si ha l'impressione di un paesaggio desertico di grande effetto.

## Società

### Evoluzione demografica
Abitanti censiti

## Cultura
Numerosissime le attività culturali svolte, molte delle quali nello scenario di Villa Contarini, mostre d'arte, convegni e concerti di musica classica di altissimo livello parte dei quali organizzati dal Coro Città di Piazzola sul Brenta diretto dal maestro Paolo Piana.

### Eventi
- Ogni ultima domenica del mese, sulla piazza principale e sulle vie limitrofe, prende luogo il "Mercatino dell'Antiquariato e Cose d'altri Tempi", considerato, dagli addetti al settore, uno dei maggiori e dei più importanti in Italia.
- Ogni anno, nel mese di luglio, si svolgeva il Piazzola Live Festival, una serie di concerti che si tenevano presso l'Anfiteatro Camerini. All'edizione 2009 si sono esibiti sul palco di Piazzola sul Brenta artisti come Laura Pausini, Franco Battiato, John Fogerty e i Pooh. Nell'edizione 2011 si sono esibiti i Modà, Emma, Korn, Lorenzo Jovanotti, Otis Taylor Band And Michael Burks Band Blues Explosion Night, Cesare Cremonini, Alborosie, Elton John, Giovanni Allevi, Jamiroquai, Hooverphonic. A partire dall'anno 2011 la rassegna musicale cambia nome diventando l'Hydrogen Festival. Nel luglio 2013 si sono esibiti Chiara Galiazzo, Carlos Santana, Mark Knopfler, Max Gazzè, Mario Biondi, Fabri Fibra, Marco Mengoni, i Thirty Seconds To Mars, Antonello Venditti e i Crosby, Still & Nash (senza Young staccatosi dallo storico quartetto). Dal 2016 la manifestazione cambia nuovamente denominazione in Postepay Sound. A causa di problemi organizzativi, nel 2017 l'evento è stato spostato all'Arena Live all'aperto del Gran Teatro Geox di Padova.[6] Nel 2018 ha avuto luogo l'evento di beneficieza "Aperyshow" che ha avuto come ospiti Ludovica Pagani e Andrea D'Amante, che si è svolto negli anni precedenti presso il comune di Camposampiero.
- Un altro punto di riferimento della vita cittadina è l'importante fiera dedicata a San Martino che si svolge nel mese di novembre sulla piazza antistante la villa.
- Caseus XVIII edizione, manifestazione promossa dalla Regione del Veneto e realizzata con la regia di Aprolav e la collaborazione di tutti i Consorzi di tutela dei formaggi Dop del Veneto. L’evento si è tenuto l'1 e il 2 ottobre, a Villa Contarini di Piazzola sul Brenta (PD).[7]

## Amministrazione

### Sindaci dal 1946
| Nominativo                                           | Nominativo                                        | Partito / Coalizione                              | Periodo                                           | Elezione                                          |
| Sindaci eletti dal Consiglio comunale (1946-1995)    | Sindaci eletti dal Consiglio comunale (1946-1995) | Sindaci eletti dal Consiglio comunale (1946-1995) | Sindaci eletti dal Consiglio comunale (1946-1995) | Sindaci eletti dal Consiglio comunale (1946-1995) |
| ---------------------------------------------------- | ------------------------------------------------- | ------------------------------------------------- | ------------------------------------------------- | ------------------------------------------------- |
|                                                      | Luigi Zorzi                                       | Democrazia Cristiana                              | 1946-1951                                         | 1946                                              |
|                                                      | Antonio Moracchiato                               | Democrazia Cristiana                              | 1951-1956                                         | 1951                                              |
|                                                      | Angelo Rossi                                      | Democrazia Cristiana                              | 1956-1960                                         | 1956                                              |
|                                                      | Paolo Toffanin                                    | Democrazia Cristiana                              | 1960-1970                                         | 1960                                              |
| 1964                                                 | Paolo Toffanin                                    | Democrazia Cristiana                              | 1960-1970                                         |                                                   |
|                                                      | Angelo Rossi                                      | Democrazia Cristiana                              | 1970-1975                                         | 1970                                              |
|                                                      | Alfieri Bellot Romanet                            | Democrazia Cristiana                              | 1975-1985                                         | 1975                                              |
| 1980                                                 | Alfieri Bellot Romanet                            | Democrazia Cristiana                              | 1975-1985                                         |                                                   |
|                                                      | Fernando Frizzarin                                | Democrazia Cristiana                              | 1985-1990                                         | 1985                                              |
|                                                      | Luigi Segato                                      | Democrazia Cristiana                              | 1990-1991                                         | 1990                                              |
|                                                      | Ivano Paiusco                                     | Democrazia Cristiana                              | 1991-1993                                         | (1990)                                            |
|                                                      | Dino Cavinato                                     | Partito Socialista Italiano                       | 1993-1995                                         | (1990)                                            |
| Sindaci eletti direttamente dai cittadini (dal 1995) |                                                   |                                                   |                                                   |                                                   |
|                                                      | Dino Cavinato                                     | Centro-sinistra                                   | 1995-2004                                         | 1995                                              |
| 1999                                                 | Dino Cavinato                                     | Centro-sinistra                                   | 1995-2004                                         |                                                   |
|                                                      | Renato Marcon                                     | Centro-sinistra                                   | 2004-2014                                         | 2004                                              |
| 2009                                                 | Renato Marcon                                     | Centro-sinistra                                   | 2004-2014                                         |                                                   |
|                                                      | Enrico Zin                                        | Centro-destra                                     | 2014-2019                                         | 2014                                              |
|                                                      | Valter Milani                                     | L.c. #IoVoto Milani Sindaco                       | 2019-in carica                                    | 2019                                              |
| 2024                                                 | Valter Milani                                     | L.c. #IoVoto Milani Sindaco                       | 2019-in carica                                    |                                                   |

### Gemellaggi
- Bicaz[senza fonte]

## Sport
Numerose sono le realtà sportive esistenti. Prima tra tutte l'attuale società di calcio dilettantistico denominata A.S.D. Academy Plateola, in origine A. P. Plateola, che raccoglie oggi, dopo la fusione del 2007, tutte le società di calcio dilettantistico presenti nelle frazioni di Vaccarino e Presina. Storicamente particolare attenzione merita la società Plateola che muove i suoi primi passi nel 1911 per volontà del Duca Paolo Camerini sotto il nome di Società Ginnica Polivalente Pro Patria o semplicemente Patriottica. L'avvento della Prima Grande Guerra impose un rallentamento, se non una inibizione di tutte le attività sociali e ancor più a quelle di tipo ricreativo, per cui anche la “Patriottica” ben presto sospese ogni attività. Dopo il termine della Guerra, l'intero paese di Piazzola vive dinamicamente la fase di rinascita post bellica ed anche il calcio comincia a vivere, nutrirsi e crescere: nasce così la Società Calcio Piazzolese. L'attività calcistica a Piazzola continua, il fervente movimento trova sempre più adepti sino a quando nel 1927 la Società Calcio Piazzolese assume il nome di Società Polisportiva Plateola. Il Plateola inizia, così, a partecipare ai Campionati Liberi (ULIC). Baluardo per molti decenni del calcio padovano, il Plateola ha dato i natali calcistici a numerosi atleti locali primo fra tutti al portiere Franco Luison che per molti anni ha indossato in serie A la maglia del Lanerossi Vicenza. Nel 2007 la fusione con Vaccarino e Presina ha dato vita alla USD Plateolese la cui denominazione sociale è mutata in USD Piazzola Calcio nel 2015 e in ASD Academy Plateola nel 2019. Oggi l'Academy Plateola conta un nutrito settore giovanile (dalla Scuola Calcio alla categoria Allievi per circa 180 atleti), una squadra Juniores ed una 1ª squadra che milita nel campionato di Eccellenza. Esiste inoltre il Piazzola Rugby, i cui impianti sono situati in località Carturo.
Il comune è attraversato da molte piste ciclabili tra le quali, la più popolare denominata Pista ciclabile Treviso-Ostiglia, attraversa tutto il territorio comunale.
Il giorno 6 ottobre 2017 è stata inaugurata la "Passerella ciclopedonale sul Fiume Brenta lungo il percorso Treviso - Ostiglia",
e dare la naturale continuità alla ciclopedonale evitando un tortuoso giro attraverso anche a vie molto trafficate. Una targa apposta all'opera riporta la data di inaugurazione, enti, persone ed aziende che hanno reso possibile la sua realizzazione.
Il paese ha ospitato la partenza della 16ª tappa del Giro d'Italia 2025 con arrivo a San Valentino (Brentonico).